# Tsiatsan
Tsiatsan (in armeno Ծիածան?, "arcobaleno", fino al 1978 Grampa o Gerampa) è un comune dell'Armenia di 1 300 abitanti (2009) della provincia di Armavir.